# دانيال غوتيريز
دانيال غوتيريز (بالإسبانية: Daniel Gutiérrez) هو رجل قضاء ومحامي وقاضي ولاعب كرة قدم أوروغواياني، ولد في 16 فبراير 2003.